# Alloxan
Alloxan ist eine heterocyclische organische Verbindung mit einem Pyrimidingrundgerüst. Die Verbindung hat eine hohe Affinität zu Wasser und kommt deshalb als Monohydrat vor.

## Geschichte
Alloxan wurde von Justus von Liebig und Friedrich Wöhler kurz nach Entdeckung des Harnstoffs 1828 entdeckt und ist eine der ältesten benannten organischen Substanzen. Sein Name leitet sich von Allantoin ab, welches im Urin vorkommt. Schon vor Liebig und Wöhler wurde es 1818 in Italien vom Chemieprofessor in Pavia Gaspare Brugnatelli (1795–1825) gewonnen.

## Gewinnung und Darstellung
Ursprünglich wurde Alloxan durch Oxidation von Harnsäure mit Salpetersäure gewonnen. Heute wird es durch die Oxidation von Barbitursäure mit Chrom(VI)-oxid in Essigsäure/Wasser als Lösemittel dargestellt.

## Eigenschaften
Alloxan ist ein starkes Oxidationsmittel und bildet mit Dialursäure ein Halbacetal, das Alloxantin genannt wird.

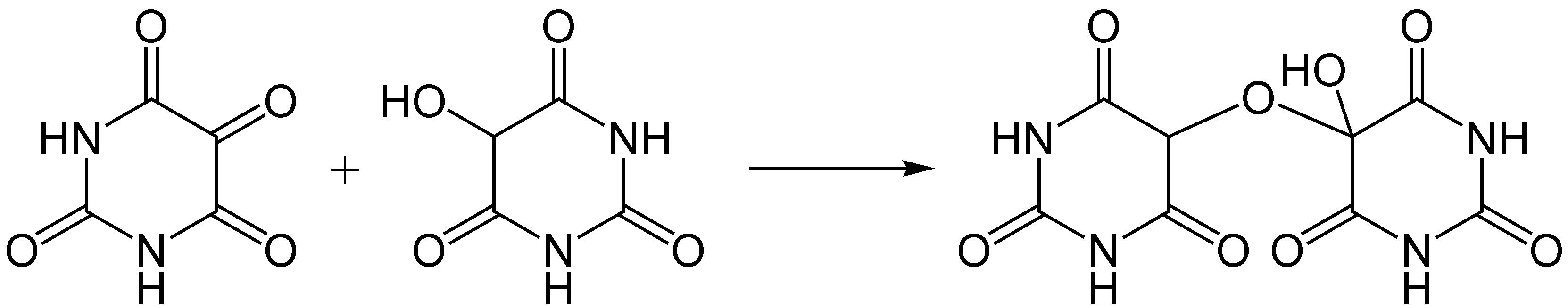
Alloxan (links) mit Dialursäure kann zu Alloxantin (rechts) reagieren.

## Verwendung
Alloxan ist ein Rohstoff für den purpurroten, 1776 von Karl Wilhelm Scheele entdeckten Farbstoff Murexid. Murexid ist das Produkt einer komplizierten mehrstufigen Reaktion von Alloxantin, das aus Alloxan gewonnen werden kann, mit gasförmigem Ammoniak.

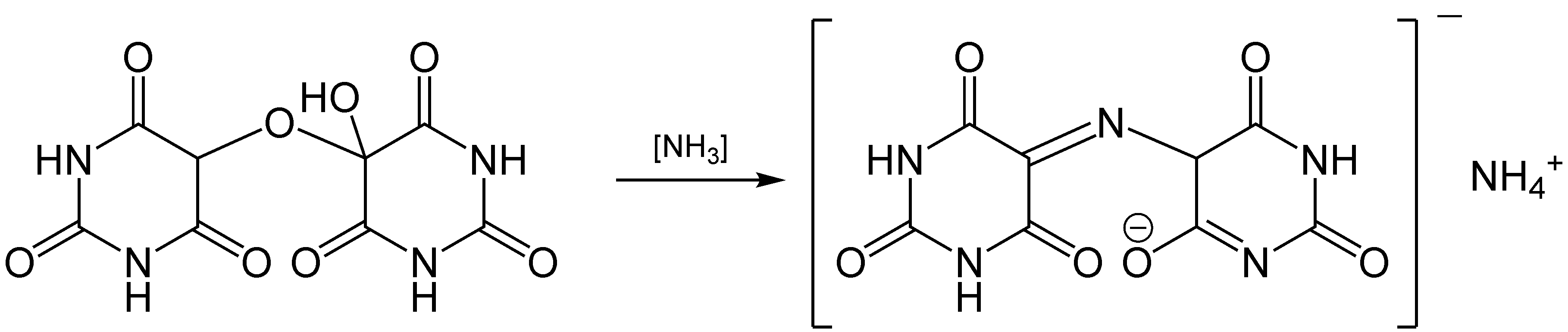
Reaktion von Alloxantin (links) zu Murexid (rechts). Bei dieser mehrstufigen Reaktion wird gasförmiges Ammoniak verwendet.

## Alloxandiabetes
Alloxan löst im Tierversuch durch die Zerstörung der Insulin-produzierenden β-Zellen der Bauchspeicheldrüse Diabetes mellitus aus, was benutzt wird, um für wissenschaftliche Untersuchungen alloxandiabetische Versuchstiere zu erzeugen.